# محمية سجا وأم الرمث
محمية سجا وأم الرمث هي محمية طبيعة في المملكة العربية السعودية تحت اشراف المركز الوطني لتنمية الحياة الفطرية، تقع محمية سجا وأم الرمث جنوب محافظة عفيف بمنطقة الرياض وشمال شرق محمية محازة الصيد، ويقع مقرها الرئيسي في مركز ظلم التابعة لمحافظة المويه بمنطقة مكة المكرمة وتبلغ مساحتها 7190 كيلومتر مربع، تمتاز المحمية بغطاء نباتي متوسط يساعد في حفظ الأصول الوراثية لبعض الثدييات والطيور والزواحف المتوطنة والنادرة في المحمية.
تتباين بيئات المحمية بين التلال المنخفضة قليلة التموج، والسهول الحصوية المكشوفة، والأودية التي تسودها نباتات الثمام وأشجار الطلح والسمر ونباتات الحنظل والحرمل، وقد أطلق المركز في المحمية أعداد محدودة من طيور الحبارى باعتبارها امتدادا طبيعيا لانتشار طيور الحبارى بين محمية محازة الصيد ومواطن تكاثرها الأخرى.